# 保羅·奧干
保羅·奧干（Paul Okon，1972年4月5日—），是一名澳洲足球員，司職中場或後衛，現已退役。保羅·奧干是前澳州國家隊隊長，曾參加1992年巴塞羅那奧運會。他曾效力意甲拉素、費倫天拿，英超米杜士堡、列斯聯等球會。退役後成為足球教練，歷任澳洲各級青年代表隊教練。2016年至2018年擔任澳洲職業足球聯賽隊中岸水手領隊。